# ボブ・ミューゼル
ロバート・ウィリアム 「ボブ」 ミューゼル（英語: Robert William "Bob" Meusel , 1896年7月19日 - 1977年11月28日）は、アメリカ合衆国のプロ野球選手（外野手）。メジャーリーグベースボール（MLB）で1920年から1930年までプレーしたが、このうち最終シーズンを除く10シーズンはニューヨーク・ヤンキースに所属した。「殺人打線」（マーダラーズ・ロウ）の異名をとる。
ミューゼルはストロングアーム（強肩）の外野手として有名で、アメリカ野球殿堂入りを果たしたベーブ・ルースとルー・ゲーリッグに続く5番を打っていた。彼は1925年に33本塁打・138打点の成績を残し、ルースに続きヤンキース史上2人目となるアメリカンリーグの打撃二冠王を達成した。このシーズンは長打数79もリーグトップであった。身長が6フィート3インチ（191cm）であったことから、"Long Bob"（ロング・ボブ）の愛称で親しまれた。キャリアの最初の8シーズンのうち7シーズンで打率.313以上を記録しており、1920年代に記録した1005打点はこの年代にプレーしたメジャーリーガーの中で4位に位置し、アメリカンリーグの右打者の中ではハリー・ハイルマンの1131打点に次ぐ。通算打撃成績は打率.309・1067打点・156本塁打である。1930年はシンシナティ・レッズでプレーし、このシーズン限りで現役を引退した。彼は史上2人目となるサイクル安打3度の偉業も成し遂げている。
兄のアイリッシュ・ミューゼル（エミル・ミューゼル）は同時期にナショナルリーグ、おもにニューヨーク・ジャイアンツでプレーした外野手である。この兄弟はワールドシリーズで1921年から3年連続で敵味方として対決した。

## 経歴

### 生い立ち
アメリカ合衆国のカリフォルニア州サンノゼに父チャーリーと母メアリーの6人兄弟の末子として生まれた。兄のエミル・ミューゼルはその見た目から「アイリッシュ」の愛称（アイリッシュ・ミューゼル）で呼ばれたが、兄弟はアイルランド系アメリカ人ではない。祖父母がドイツ出身のドイツ系アメリカ人である。
幼少期にロサンゼルスに引っ越し、ロサンゼルス高校に通った。ミューゼルは1917年にパシフィックコーストリーグのバーノン・タイガースでプロ野球選手としてのキャリアをスタートさせた。第一次世界大戦中にアメリカ海軍に従軍し、海軍野球チームにも所属していた。タイガースに復帰した1919年には打率.330を記録した。マイナーリーグにいた時期は本職の外野手だけでなく、三塁手でも出場していた。
1921年12月14日にイーディス・コーワンと結婚した。

### 現役時代
ミューゼルは1920年初めにメジャーリーグベースボール（MLB）のニューヨーク・ヤンキースと契約を交わした。スプリングトレーニングが終わり、ミューゼルはのちにアメリカ野球殿堂入りを果たす三塁手のフランク・ベーカーに取って代わった。1920年4月14日にMLBデビューを飾り、このシーズンは119試合に出場して打率.328・11本塁打・83打点という成績を残した。
1921年はシーズン154試合のうち149試合におもに右翼手として出場して打率.318・24本塁打（アメリカンリーグ2位）・136打点（同3位）の成績でシーズンを終えた。また、5月7日にはワシントン・セネタースに勝利した試合でサイクル安打を達成し、9月5日のダブルヘッダーの2試合目では4補殺というMLBタイ記録を達成した。さらに、セントルイス・ブラウンズのジャック・トービンの28補殺という外野手のリーグ記録に並び、リーグ最高のユーティリティプレーヤーの1人とされた。ミューゼルの兄のアイリッシュはフィラデルフィア・フィリーズからニューヨーク・ジャイアンツにシーズン中に移籍して優勝に貢献した。ボブとアイリッシュのミューゼル兄弟はジャイアンツが彼らの球場を借りているヤンキースと戦った1921年のワールドシリーズで、敵味方に分かれて対戦した(当時のヤンキースはホームゲームをポロ・グラウンズで行っていたが、この球場はジャイアンツが所有していた)。このシリーズの第3戦で、ボブ・ミューゼルは本塁への盗塁を決めた。第5戦には二塁打を放ちベーブ・ルースを生還させ、これが決勝打となりヤンキースは1つ勝ち越したが、その後3連敗を喫して敗退した(9戦5勝制の最後のワールドシリーズであった)。ワールドシリーズ8試合の打率はわずか.200に終わった。
同じ時期に、ミューゼルとビル・ピアーシー、ベーブ・ルースは地方巡業に参加する契約を交わして試合にも出場したが、これは当時の野球規則に違反しており、さらにミューゼルとルースは前に参加しないように警告されていた。罰則として、初代MLBコミッショナーのケネソー・マウンテン・ランディスは1922年の最初の5週間分の出場停止処分を科し、彼らのワールドシリーズの賞金3,362ドル(今日では61,198ドルにあたる)をそれぞれの罰金として没収した。このシーズンはわずか121試合の出場にとどまり、打率.319・16本塁打・84打点の成績に終わった。ルースが右翼を守るために左翼手で出場することが多くなった。ヤンキースがロードで試合をする時には、太陽光でルースの守備に影響が出るので、ときどきミューゼルは右翼手でプレーした。出場試合は減ったが、24補殺で再びリーグトップとなった。また、7月21日のデトロイト・タイガースに勝利した試合では2度目のサイクル安打を達成した。ヤンキースは何とか2年連続でのリーグ優勝を果たしたが、1922年のワールドシリーズでは5試合戦って再びジャイアンツに敗れた。シリーズでミューゼルはチームトップの打率.300を記録した。

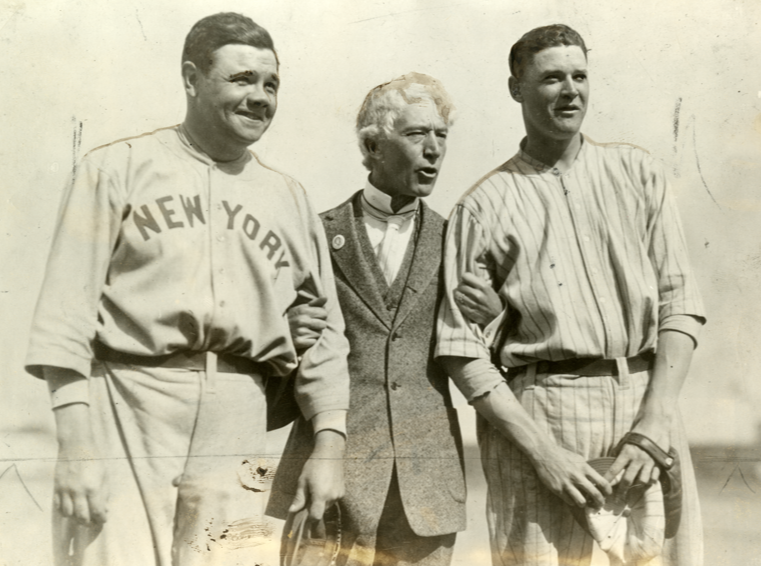
1922年3月、ブラックソックス事件後の球界をリードしたベーブ・ルース（左）、ケネソー・マウンテン・ランディス（中）と

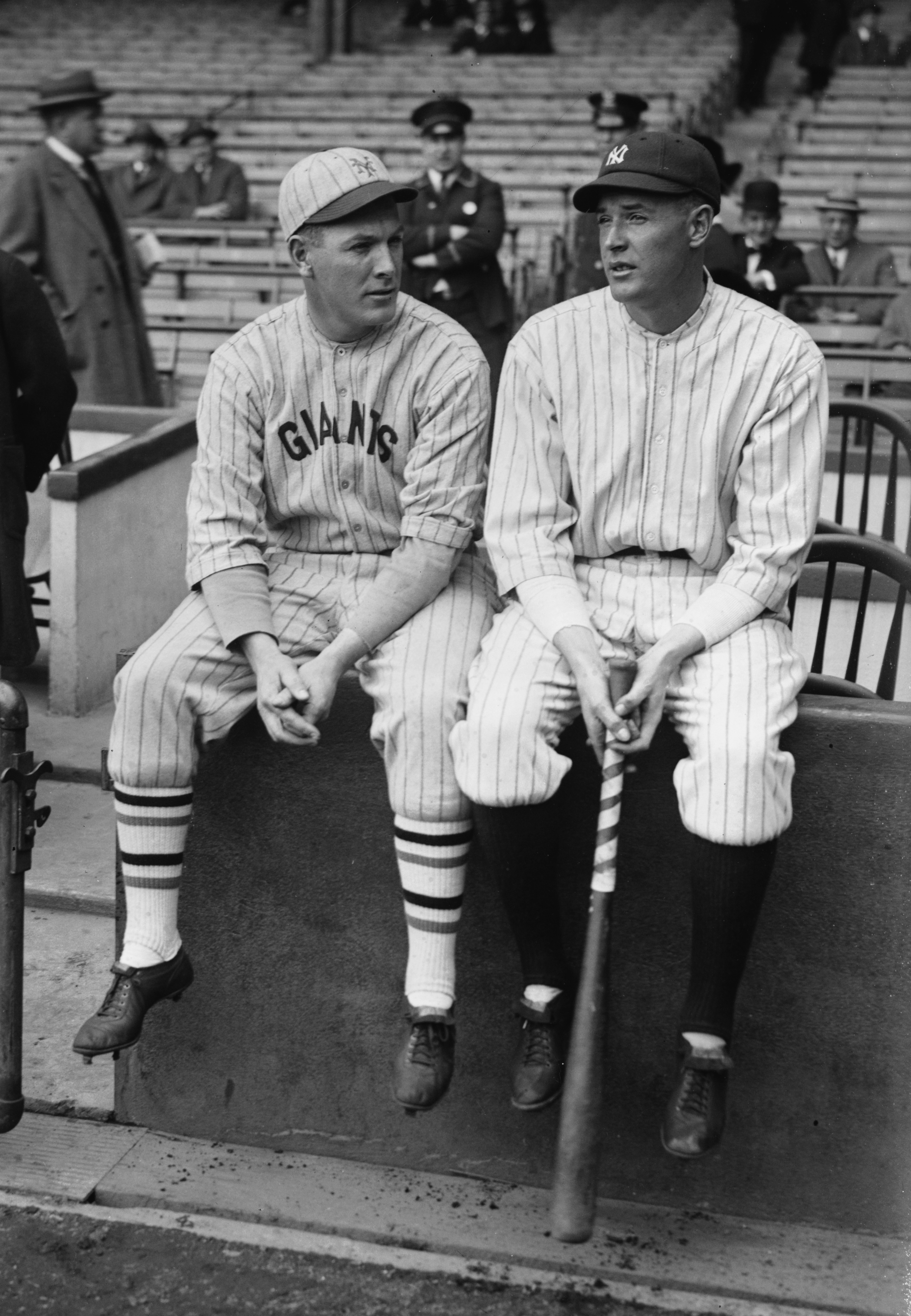
1923年10月10日、兄のアイリッシュ・ミューゼル（左）と

ヤンキースが新しい球場のヤンキー・スタジアムに本拠地を移した1923年は打率.313・9本塁打・91打点という成績だった。このシーズンのミューゼルは3年連続となるジャイアンツとのワールドシリーズで両チーム最多の8打点を挙げ、ヤンキース史上初のワールドシリーズ制覇に貢献した。ポロ・グラウンズで行われた第4戦では2回に2点三塁打で勝利に貢献し、第5戦で5打点を挙げ、第6戦でもチームを勝利へ導く2点適時打を放った。
1924年のシーズン前には、ミューゼルの親友であるボストン・ブレーブス所属の遊撃手、トニー・ボーケルがサンディエゴで発生した、乗っていた自動車が横転する事故で亡くなった。ミューゼルも同乗していたが、怪我は無かった。このシーズンは143試合に出場して打率.320・12本塁打・120打点という成績だった。6月13日の対タイガース戦で、野球史で最も悪名高い乱闘の一つが発生した。ヤンキースが10-6でリードして迎えた9回表の攻撃で、タイガースのスター選手であり監督でもあったタイ・カッブが投手のバート・コールに死球をミューゼルに与えるようサインを出した。ルースはサインを見てミューゼルに警告したものの、ミューゼルの背中に死球が当たり、コールに走って詰め寄った。カッブとルースも含めた両チームはフィールドに駆け出して乱闘が始まった。1,000人以上のファンもフィールドに飛び出し暴動が起きた。警察は何とか暴動を収め数人のファンを逮捕した。この試合の主審であったビリー・エバンスは安全のためミューゼルとルースをネビン・フィールドの外に連れ出した。アメリカンリーグ会長のバン・ジョンソンはミューゼルとコールに罰金と10試合の出場停止処分を科した。
1925年はキャリアハイの成績を記録した。156試合に出場して33本塁打・138打点・長打数79はリーグトップだった。本塁打王・打点王の二冠に輝いたにもかかわらず、アメリカンリーグの最優秀選手投票では18位タイと、受賞した元ヤンキースでワシントン・セネタース所属のロジャー・ペキンポーに遠く及ばなかった。ヤンキースにとっては1920年代最悪のシーズンとなり、69勝85敗のリーグ7位でシーズンを終えた。翌1926年のミューゼルは108試合出場にとどまり、打率.315・12本塁打・81打点という成績だった。 セントルイス・カージナルスとの1926年のワールドシリーズでは、ミューゼルは第7戦の4回に1アウト満塁で飛球を落球し、カージナルスに1-1の同点に追いつかれ、次の打者に2点適時打を打たれた。ミューゼルにはその後に挽回するチャンスがあったものの、両打席とも2人の走者を置いた5回と7回に内野ゴロでアウトとなった。ヤンキースが2-3で追う9回裏にはカージナルスの先発ピート・アレクサンダーが2人をアウトにすると、ルースに四球を与え、ミューゼルが打席に立ったが、ルースが盗塁を試みて捕手のボブ・オファレルに刺され、試合終了と同時にシリーズも終わった。このシリーズをミューゼルは打率.238で終えた。
ミューゼルは史上最高の野球チームはどこかという議論で真っ先に挙がる1927年のニューヨーク・ヤンキースの主力メンバーとして活躍した。このシーズンは135試合に出場して打率.337・8本塁打・103打点、リーグ2位の24盗塁という成績だった。5月16日には二盗、三盗、本盗を1試合で達成した。1927年のワールドシリーズではミューゼルは打率.118で、7戦4勝制における三振記録を作ったが、ヤンキースはピッツバーグ・パイレーツを4連勝で破り、ワールドチャンピオンに輝いた。1928年のミューゼルは131試合に出場して打率.297・11本塁打・111打点という成績だった。彼は最多記録タイとなる3度目のサイクル安打を7月26日の対タイガース戦で達成した。ヤンキースは3年連続でワールドシリーズに進出し、2年前と同じカージナルスと対戦した。ミューゼルは第1戦でワールドシリーズにおける自身唯一の本塁打を放ち、ヤンキースは昨年に続き4連勝でワールドチャンピオンに輝いた。
ミューゼルは1930年のシーズン開始前にヤンキースからシンシナティ・レッズに移籍。シーズンでは110試合に出場して打率.289・10本塁打・69打点という成績だった。シーズン後にレッズはミューゼルを放出し、彼はマイナーリーグAAA級にあたるアメリカン・アソシエーションのミネアポリス・ミラーズで1931年のシーズンを過ごし、打率.283を残した。1932年にはパシフィックコーストリーグに戻り、ハリウッド・スターズで64試合に出場して打率.329・4本塁打の成績で現役を引退した。
ミューゼルのMLB通算成績は368二塁打・94三塁打・156本塁打・長打率.497・1067打点・826得点・140盗塁である。彼の持つヤンキースの右打者球団記録の多くは1930年代中盤にトニー・ラゼリによって破られたが、打率、長打率、二塁打数の記録はジョー・ディマジオが1940年代後半に破った。

## 引退と死
野球選手を引退した後、ミューゼルはアメリカ海軍基地の警備員を15年務めた。
「この世（地球上）で最も幸せな男」のスピーチで有名な1939年7月4日のルー・ゲーリッグの引退セレモニーに、元チームメイトの1人として出席した。また、1927年製作の映画『滑れケリー』、1942年製作の映画『打撃王』、1948年製作の映画『ベーブ・ルース物語』にいずれも自分自身の役でカメオ出演している。『打撃王』で身なりのいい2人の選手が（他の人に続いて）突然歩き出す場面があるが、中折れ帽を被り、タバコを吸っている背の高い方がミューゼルである。ミューゼルはウォーリー・ピップが複視のために試合を降りる時にも登場する。彼はこの時に、ダグアウト内でベーブ・ルースの真後ろにいて身体を傾けている。
ボブ・ミューゼルは1977年11月28日にカリフォルニア州ダウニーにある自宅で自然死し、遺体は同州ウィッティアのローズヒルズ記念公園に埋葬された。

## 後年の評価
ボブ・ミューゼルは1927年にベーブ・ルース、ルー・ゲーリッグ、トニー・ラゼリ、アール・コームス（いずれもアメリカ野球殿堂入り）らとともに、伝説の強力打線「殺人打線」（マーダラーズ・ロウ）を形成した。また、ロング・ジョン・ライリー（1890年）、ベーブ・ハーマン（1933年）、エイドリアン・ベルトレ（2015年）と並ぶMLBタイ記録のサイクル安打3度を記録している。
カール・フリーロ、ウィリー・メイズ、ロベルト・クレメンテ、イチローと並び称されるほどの歴代屈指のストロングアーム（強肩）の持ち主でもあった。『ニューヨーク・タイムズ』は訃報記事において、彼の送球は「百発百中」の精度だったと評した。1921年から1923年までニューヨーク・ジャイアンツを率いたケーシー・ステンゲルは彼以上の素晴らしい送球をする者にはお目にかかれていないと話していた。
ハーヴェイ・フロンメルはその著書の中でミューゼルはチームメイトとの仲が悪く、酒豪で女たらしだったと説明している。監督のミラー・ハギンスは「無関心」と形容していた。しかしながら、ベーブ・ルースとはその対照的な性格にもかかわらず、仲が良かったという。静かで控えめな性格の彼は選手生活の終わり近くまで、新聞のインタビューにもめったに応じなかった。ゴロを打った後に全力疾走することを拒否するなど、怠惰な態度を取ることでも有名だった。
1982年にベテランズ委員会によってアメリカ野球殿堂入り候補者の1人に指名されたが、元コミッショナーのハッピー・チャンドラーと元ジャイアンツ遊撃手のトラビス・ジャクソンが投票で選ばれた。

## 詳細情報

### 年度別打撃成績
| 年 度    | 球 団    | 試 合 | 打 席 | 打 数 | 得 点 | 安 打 | 二 塁 打 | 三 塁 打 | 本 塁 打 | 塁 打 | 打 点 | 盗 塁 | 盗 塁 死 | 犠 打 | 犠 飛 | 四 球 | 敬 遠 | 死 球 | 三 振 | 併 殺 打 | 打 率 | 出 塁 率 | 長 打 率 | O P S |
| -------- | -------- | ----- | ----- | ----- | ----- | ----- | -------- | -------- | -------- | ----- | ----- | ----- | -------- | ----- | ----- | ----- | ----- | ----- | ----- | -------- | ----- | -------- | -------- | ----- |
| 1920     | NYY      | 119   | 494   | 460   | 75    | 151   | 40       | 7        | 11       | 238   | 83    | 4     | 4        | 12    | --    | 20    | --    | 2     | 72    | --       | .328  | .359     | .517     | .876  |
| 1921     | NYY      | 149   | 647   | 598   | 104   | 190   | 40       | 16       | 24       | 334   | 138   | 17    | 6        | 12    | --    | 34    | --    | 2     | 88    | --       | .318  | .356     | .559     | .915  |
| 1922     | NYY      | 121   | 524   | 473   | 61    | 151   | 26       | 11       | 16       | 247   | 88    | 13    | 8        | 11    | --    | 40    | --    | 3     | 58    | --       | .319  | .376     | .522     | .898  |
| 1923     | NYY      | 132   | 503   | 460   | 59    | 144   | 29       | 10       | 9        | 220   | 91    | 13    | 15       | 10    | --    | 31    | --    | 2     | 52    | --       | .313  | .359     | .478     | .837  |
| 1924     | NYY      | 143   | 630   | 579   | 93    | 188   | 40       | 11       | 12       | 286   | 124   | 26    | 14       | 14    | --    | 32    | --    | 5     | 43    | --       | .325  | .365     | .494     | .859  |
| 1925     | NYY      | 156   | 697   | 624   | 101   | 181   | 34       | 12       | 33       | 338   | 134   | 13    | 14       | 17    | --    | 54    | --    | 1     | 55    | --       | .290  | .348     | .542     | .889  |
| 1926     | NYY      | 108   | 474   | 413   | 73    | 130   | 22       | 3        | 12       | 194   | 78    | 16    | 17       | 23    | --    | 37    | --    | 1     | 32    | --       | .315  | .373     | .470     | .842  |
| 1927     | NYY      | 135   | 582   | 516   | 75    | 174   | 47       | 9        | 8        | 263   | 103   | 24    | 10       | 21    | --    | 45    | --    | 2     | 58    | --       | .337  | .393     | .510     | .902  |
| 1928     | NYY      | 131   | 577   | 518   | 77    | 154   | 45       | 5        | 11       | 242   | 113   | 6     | 9        | 18    | --    | 39    | --    | 2     | 56    | --       | .297  | .349     | .467     | .816  |
| 1929     | NYY      | 100   | 414   | 391   | 46    | 102   | 15       | 3        | 10       | 153   | 57    | 2     | 5        | 5     | --    | 17    | --    | 0     | 42    | --       | .261  | .292     | .391     | .683  |
| 1930     | CIN      | 113   | 484   | 443   | 62    | 128   | 30       | 8        | 10       | 204   | 62    | 9     | --       | 14    | --    | 26    | --    | 1     | 63    | --       | .289  | .330     | .460     | .790  |
| 通算11年 | 通算11年 | 1407  | 6026  | 5475  | 826   | 1693  | 368      | 95       | 156      | 2719  | 1071  | 143   | 102      | 157   | --    | 375   | --    | 21    | 619   | --       | .309  | .356     | .497     | .852  |

- 各年度の太字はリーグ最高

### タイトル
- 本塁打王：1回 （1925年）
- 打点王：1回 （1925年）

### 記録
- サイクル安打：3回（1921年5月7日、1922年7月3日、1928年7月26日） - MLB最多タイ記録

### 背番号
- 5 （1929年）